# Ahekapelle
Die römisch-katholische Kapelle zum heiligen Bischof Servatius, im Volksmund Ahekapelle genannt, ist dem heiligen Servatius geweiht, Bischof von Maastricht im 4. Jahrhundert. Sie hat eine lange Tradition als Wallfahrtskapelle und liegt im Genfbachtal in der Nähe von Nettersheim-Engelgau in der Eifel. Der Name der Kapelle stammt von dem Bach Ahe. Heute heißt dieser Genfbach (Eifeler Dialekt: „Die Jinft“). Pfarrlich gehört die Ahekapelle zur Pfarrgemeinde St. Peter Zingsheim-Engelgau, heute in der Gemeinschaft der Gemeinden Hl. Hermann-Josef Steinfeld (Bistum Aachen), und wird von der Kapellengemeinde Engelgau verwaltet.
Die Ahekapelle ist ein geschütztes Baudenkmal.
Der Jakobsweg nach Santiago de Compostela in Spanien führt von Bad Münstereifel kommend an der Ahekapelle vorbei.

## Geschichte

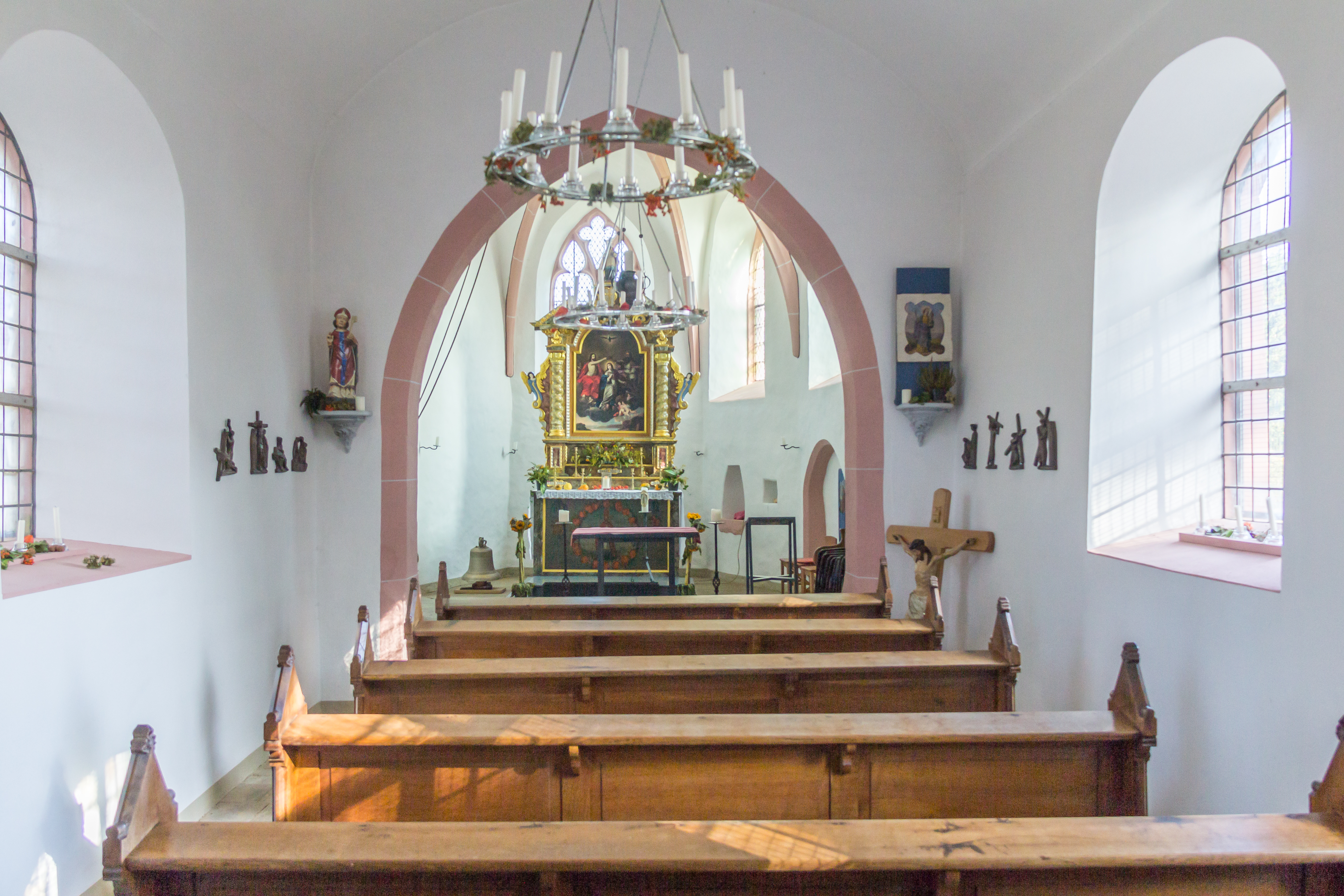
Innenraum

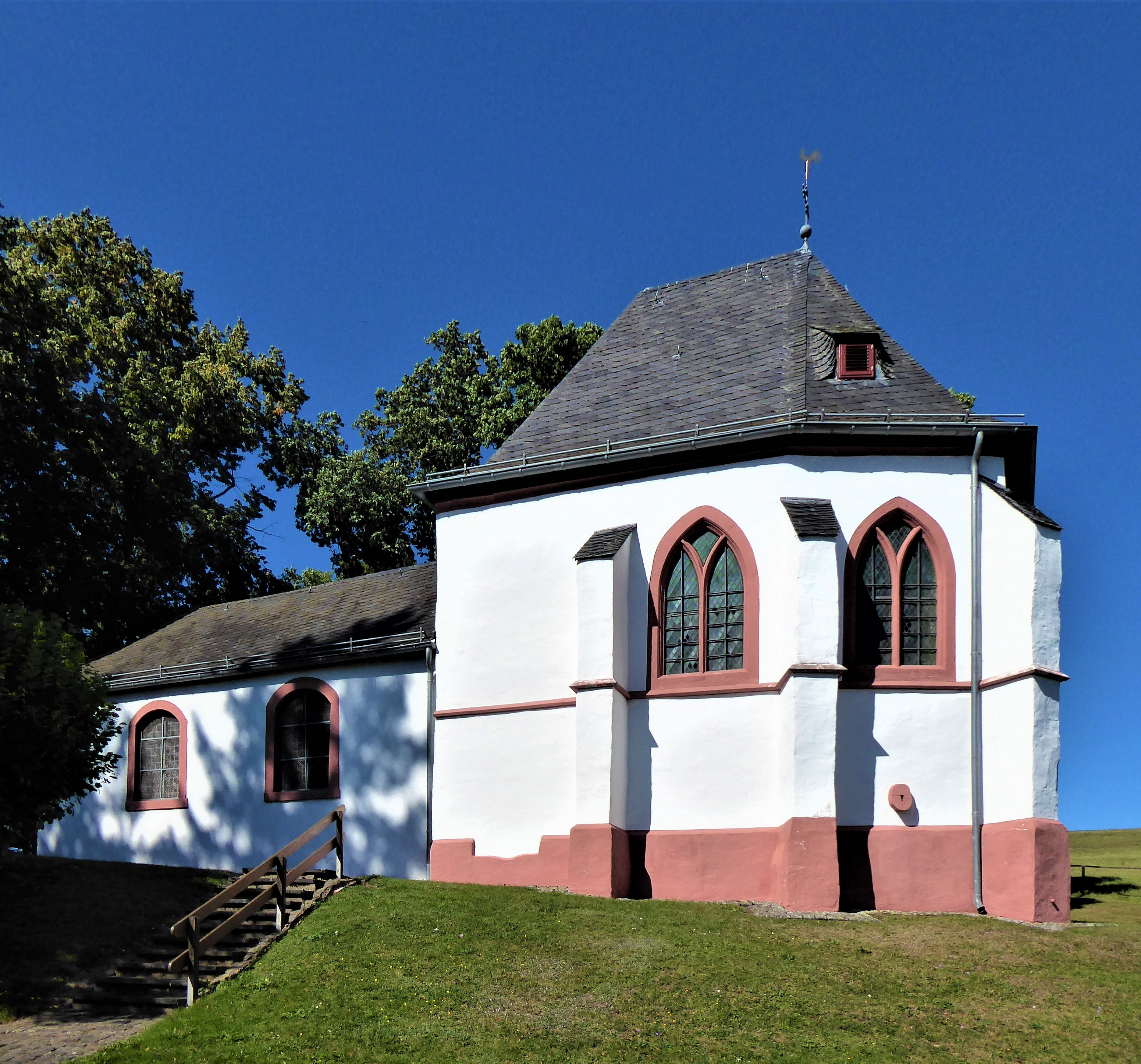
Ahekapelle von Südosten

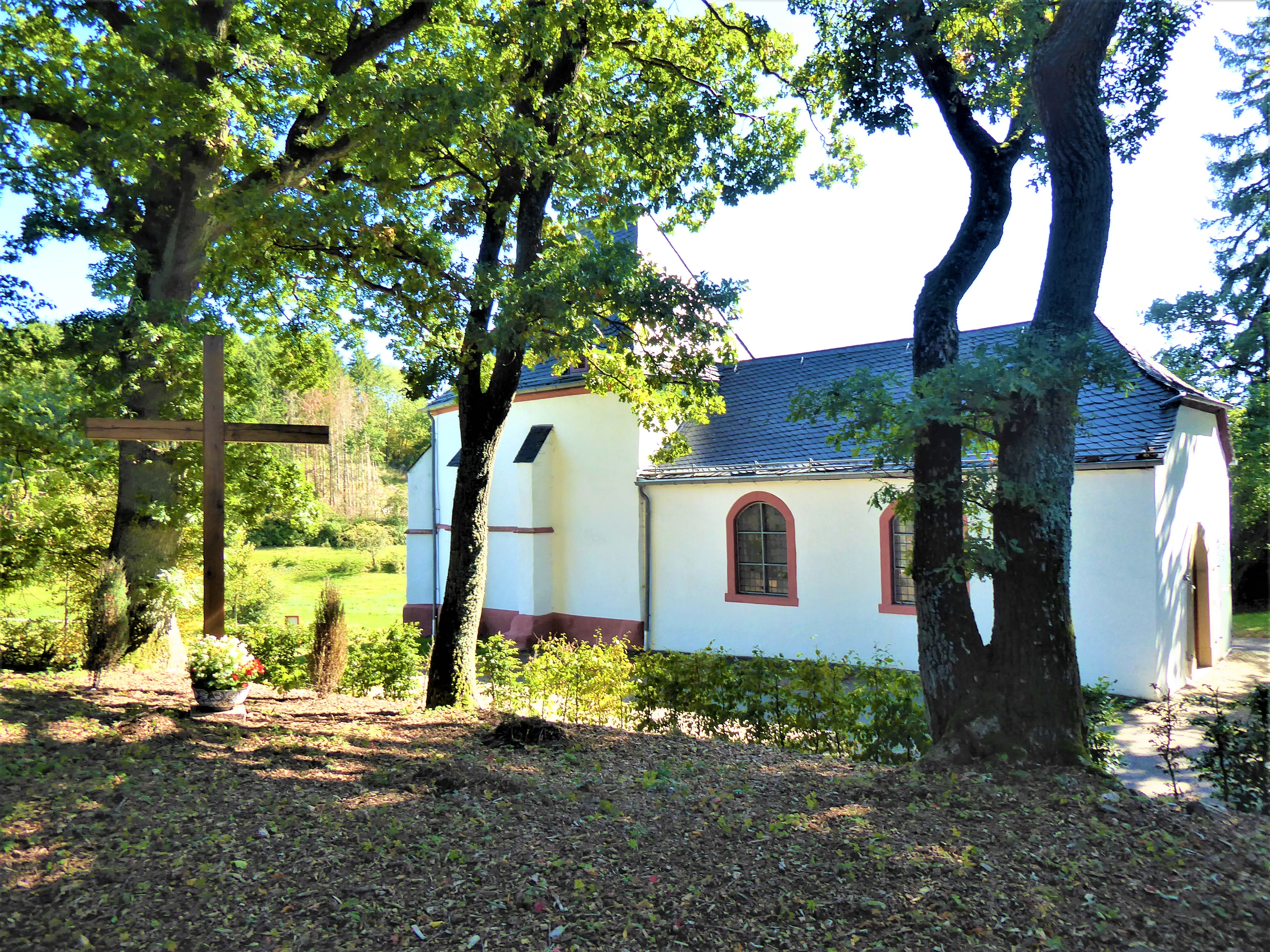
Ansicht vom Vorplatz

Die Kapelle ist das einzige heute noch existierende Gebäude des untergegangenen Ortes Ahe.

### Geschichte der Kapelle
Über den Zeitpunkt der Errichtung der Kapelle gibt es keine urkundlichen Nachweise. Man nimmt an, dass sie über einem römischen Bau errichtet wurde. Das schlicht wirkende Langhaus stammt aus dem 11./12. Jahrhundert, der spätgotische Chor aus der zweiten Hälfte des 15. Jahrhunderts.
Die Kapelle ist nicht streng nach Osten ausgerichtet. Der Chor hat einen dreiseitigen Abschluss, spätgotische Spitzbogenfenster und außen sechs Strebepfeiler. Das gotische Rippengewölbe enthält zwei Schlusssteine. Der vordere stellt eine Rose, ähnlich der Rose im Tabernakel dar, der hintere das Schweißtuch der Veronika. Das niedrigere und im Grundriss leicht verschobene Langhaus hat eine lichte Breite von 4 m, eine lichte Länge von 9,25 m und weist vier Rundbogenfenster auf.

1988 veranlasste das Bistum Aachen mit Mitteln der Denkmalförderung die Instandsetzung der Ahekapelle. Im Jahre 2010/2011 erfolgte eine Innenrenovierung vornehmlich in Eigenleistung und Verantwortung des Kirchenvorstandes der Kapellengemeinde.

### Geschichte des Ortes
Die einsam gelegene Ahekapelle steht wahrscheinlich auf den Überresten einer römischen Villa rustica. Schon der Mechernicher Bergbeamte C. A. Eick berichtete Mitte des 19. Jahrhunderts in seinem Werk über die Eifelwasserleitung von einer römischen Niederlassung an der Stelle, an der sich heute die Ahekapelle befindet, von römischen „Trümmern“ auf den angrenzenden Feldern und von römischen Grabinschriften. 1866 wurde hier ein römischer Grabstein gefunden. Diesen setzte vermutlich Anfang des 3. Jahrhunderts n. Chr. ein Ratsherr aus dem römischen Köln seiner verstorbenen Gattin.
Ihr Name war Capitonia Vera.
Ein eingemauerter Sandstein mit einer Grabinschrift, die C. A. Eick 1857 veröffentlichte, befand sich auch an der Südseite der Kapelle neben ihrem Eingang.

Aus der Zeit um 1500 ist ein Weiler mit drei der Abtei Steinfeld zinspflichtigen Höfen und einem dem Grafen von Blankenheim abgabepflichtigen Hof mit Fischteichen, einer Bannmühle und zwei weiteren Wohnstätten belegt. Eine um 1510 vorhandene Mühle wurde um 1790 abgebrochen. Ein jährlicher Viehmarkt wurde im 17. Jahrhundert an der Ahekapelle abgehalten, wahrscheinlich als Kirmes um den 13. Mai (Festtag des hl. Servatius).

Schon zur Zeit des Zingsheimer Pfarrers Matthias Pfleumer (1700–1710) gehörte der Ort Ahe mit der Ahekapelle zur Pfarre Zingsheim. In den Taufbüchern der Pfarre Zingsheim werden noch nach 1700 Familien mit dem Wohnort Ahe erwähnt. Die Häuser müssen aber im 18. Jahrhundert aufgegeben worden sein, nur die Ahekapelle mit ihrer Wallfahrtstradition blieb bis heute erhalten. In der Tranchotkarte aus dem Beginn des 19. Jahrhunderts ist neben der Kapelle St. Servatius nur noch eine „abgebrannte Mühle“ („Mulin Brulé“) eingezeichnet.

Im Rahmen des Weltjugendtages 2005 vom 11. bis 15. August in Köln entstand hinter der Ahekapelle im Wald eine Freiluftkirche, genannt „la chapelle“. Dies geschah in Zusammenarbeit mit 23 französischen und 11 Jugendlichen aus Zingsheim, Engelgau, Buir, und Frohngau.

## Wallfahrt
Im Jahr 1680 ist die Wallfahrt der Gemeinde Blankenheimerdorf zur Ahekapelle belegt. Der alten Wallfahrtstradition folgend wird noch heute in jedem Jahr das Servatiusfest begangen. Am Sonntag vor dem 13. Mai, dem Fest des Eisheiligen Servatius, zieht um 10:00 Uhr eine Prozession mit der Servatiusreliquie von der Engelgauer Kirche St. Luzia zur Ahekapelle. Anschließend wird ein Festgottesdienst zu Ehren des Heiligen zelebriert.

## Ausstattung
Zur Ausstattung der Kapelle gehören:
- Eine Glocke von 1410, gegossen von Johann von Karsogino[18]. Die Glocke konnte nicht repariert werden und steht jetzt neben dem Altar. Als klangvoller Ersatz wurden angeschafft:
- Die zwei Glocken im Chordach, gegossen in der Abtei Maria Laach, geweiht am 3. Oktober 2012 im Rahmen einer Eucharistiefeier.[19]
- Der Hochaltar aus Holz mit einem aus dem 17. Jahrhundert stammenden, das Martyrium eines römischen Soldaten darstellenden Gemäldes und eine auf dem Altar befindlichen Figur, wahrscheinlich des hl. Florians, in römischer Feldherrnkleidung[20] (gestohlen 1966 und 1974). Das heutige Bild im Hochaltar ist eine Kopie eines barocken Maria-Krönungsbildes aus der Kirche Kloster Steinfeld. Im Altar ist der steinerne Vorgängeraltar integriert (rückwärtig sichtbar).
- Eine Darstellung des hl. Servatius auf dem Antependium, umgeben von einem Kranz von Rosen (18. Jahrhundert)[20]
- Eine Holzstatue des hl. Servatius aus Weichholz, 15. Jahrhundert. Er wurde im Frühjahr 2020 von Rudolf Ranzinger aus Kumreuth restauriert und erhielt die originale Farbgebung zurück.
- Eine Pieta aus Eichenholz, ebenfalls aus dem 15. Jahrhundert, und von Ranzinger in Kumreuth restauriert. Beide Figuren des Spätmittelalters werden nur zu Gottesdiensten in der Kapelle aufgestellt. Zu anderen Zeiten sind Fotos der Kunstwerke in Originalgröße in der Ahekapelle zu bewundern.[21]
- Ein mittelalterlicher Tabernakel, als Wandnische im Chor.
- Der Kreuzweg aus Bronze stammt aus der alten Kirche in Engelgau.
- Zum Servatiusfest 2021 wurde von Lucia Reichenberg ein Priestergewand aus Seide analog und in den Farben der Servatiusfigur angefertigt, dass gewendet werden kann und dadurch für liturgische Feiern im gesamten Kirchenjahr in der Kapelle und in der Kirche St. Lucia in Engelgau verwendet werden soll.[22]

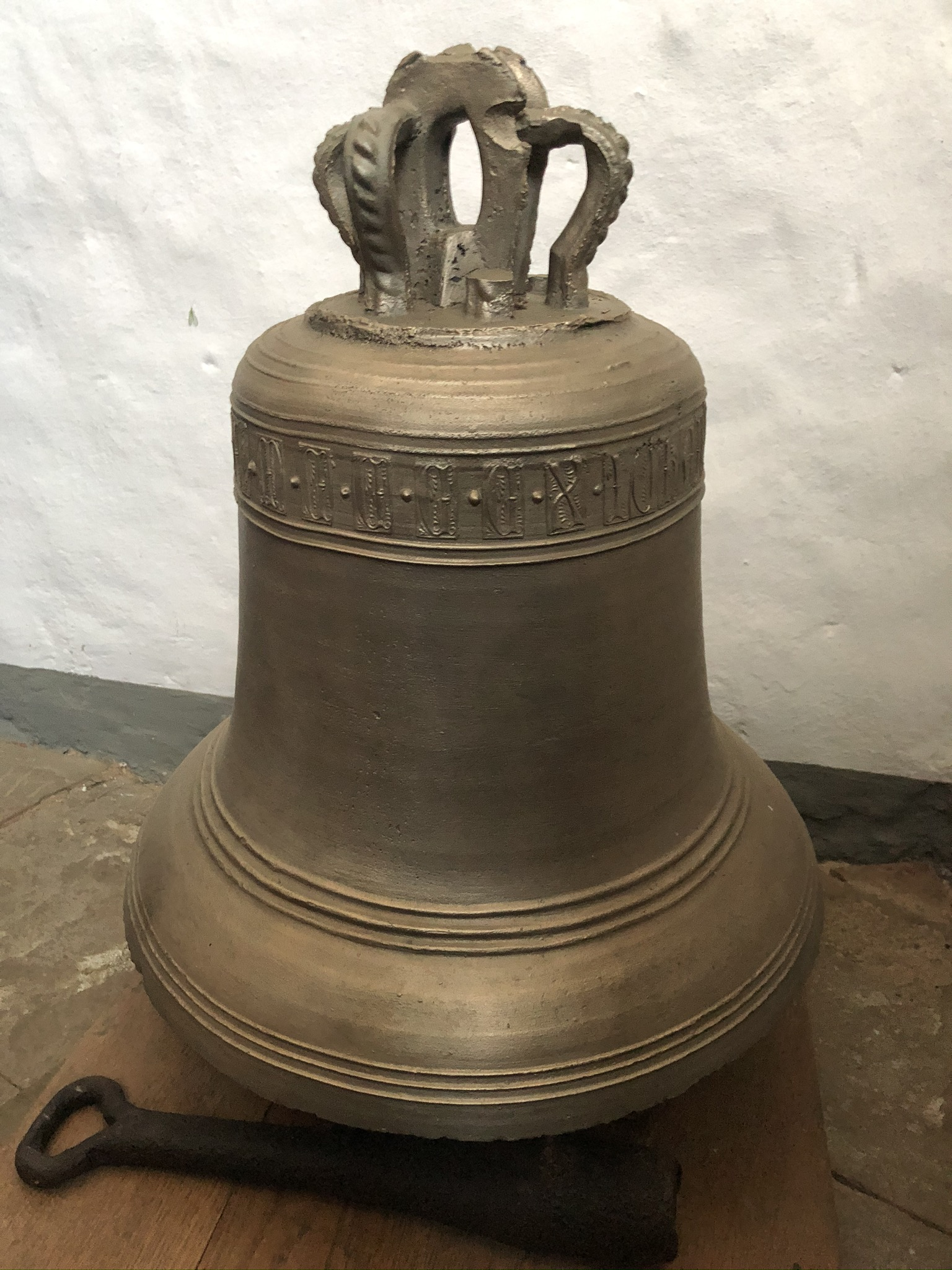
Glocke von 1410 im Chor
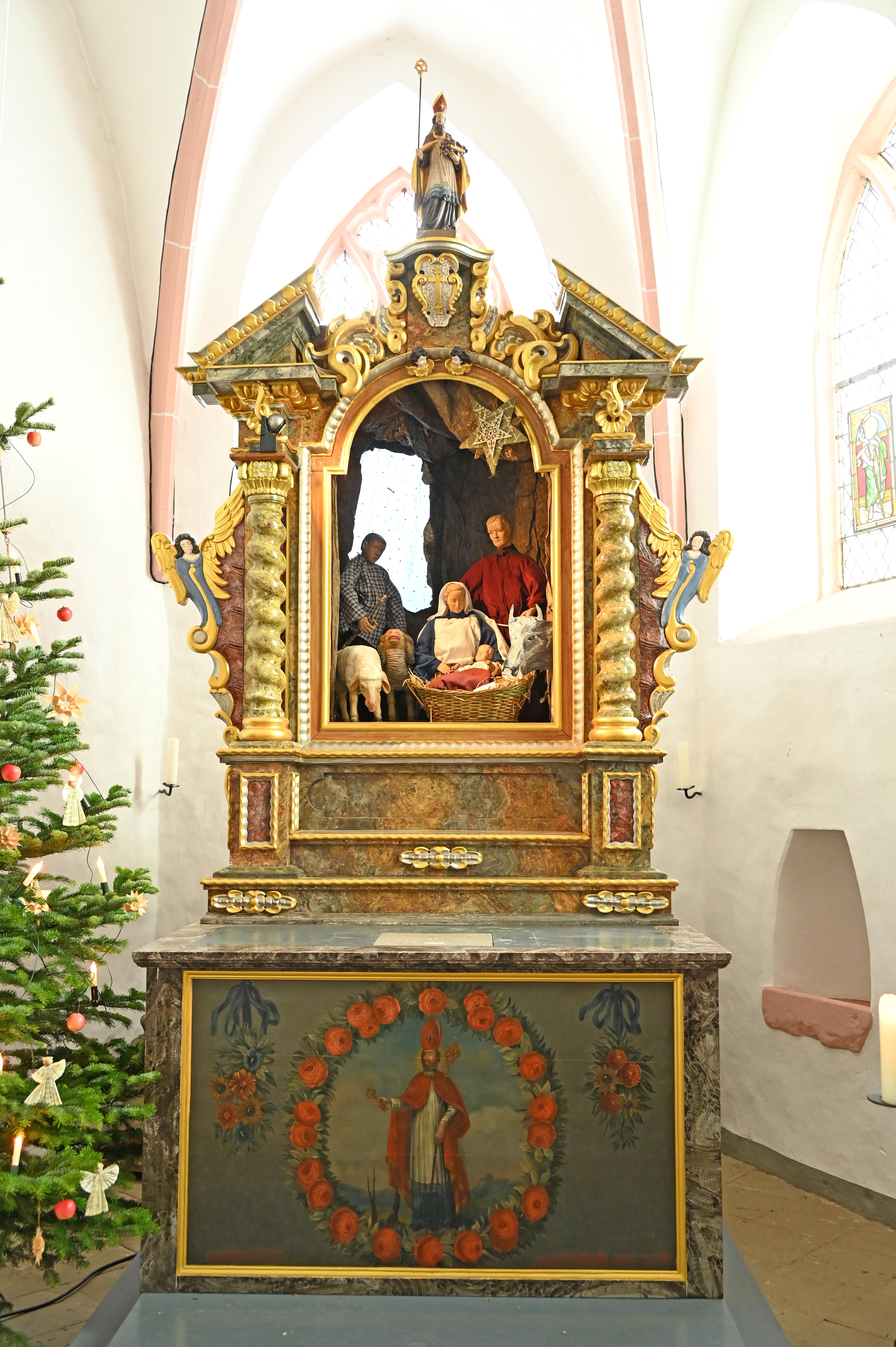
Hochaltar, 17. Jahrh.
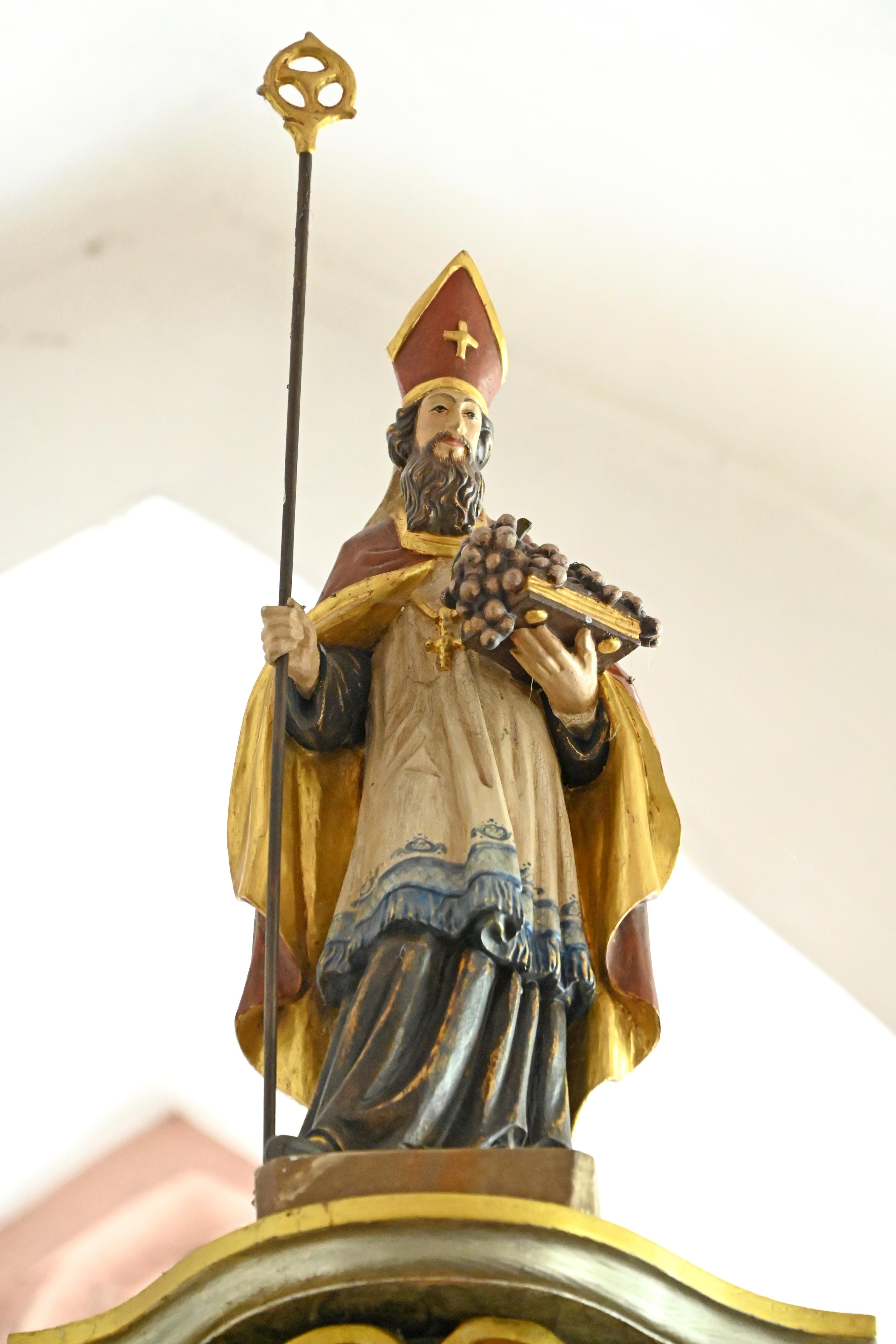
Hl. Urban (Altar)
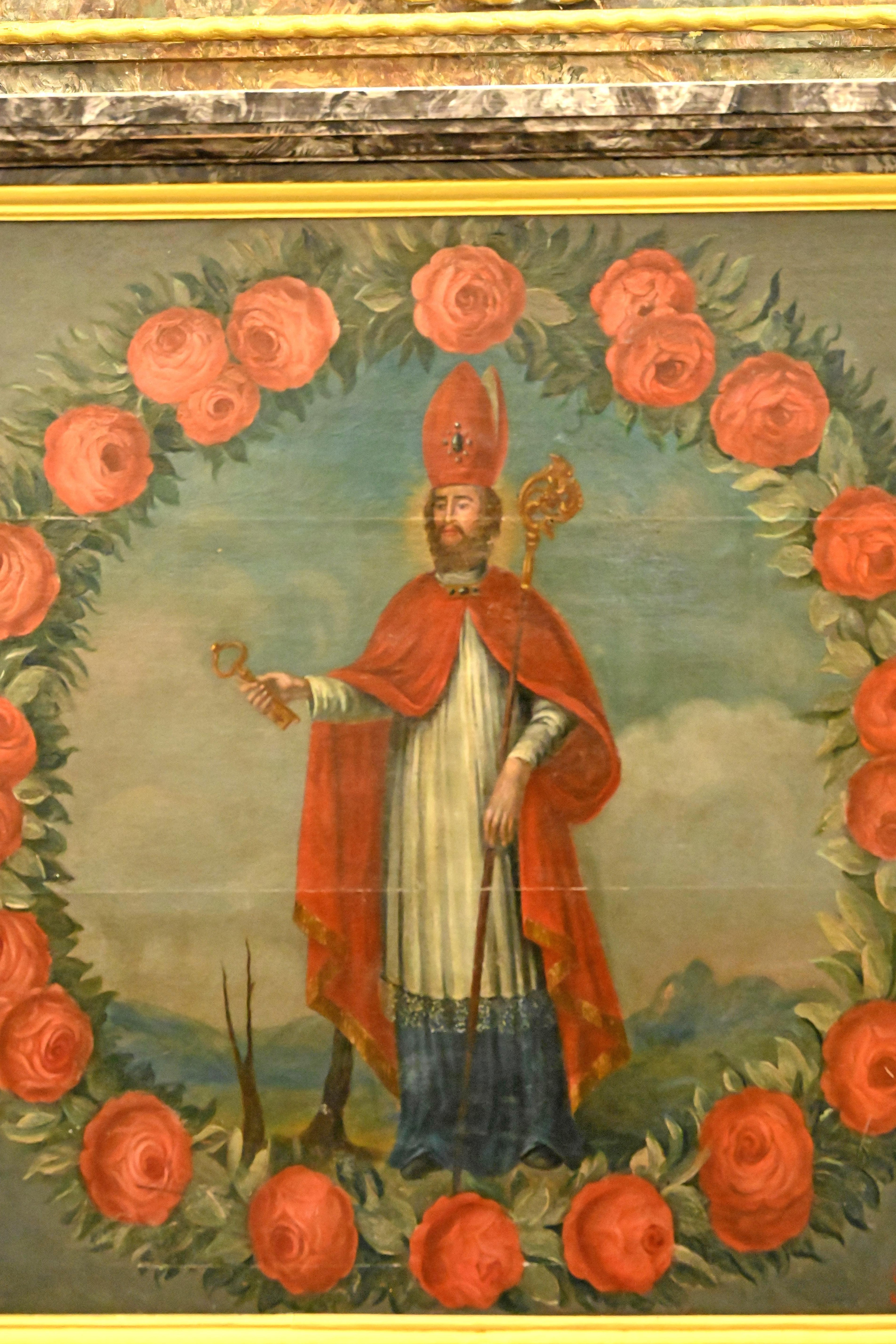
Antependium
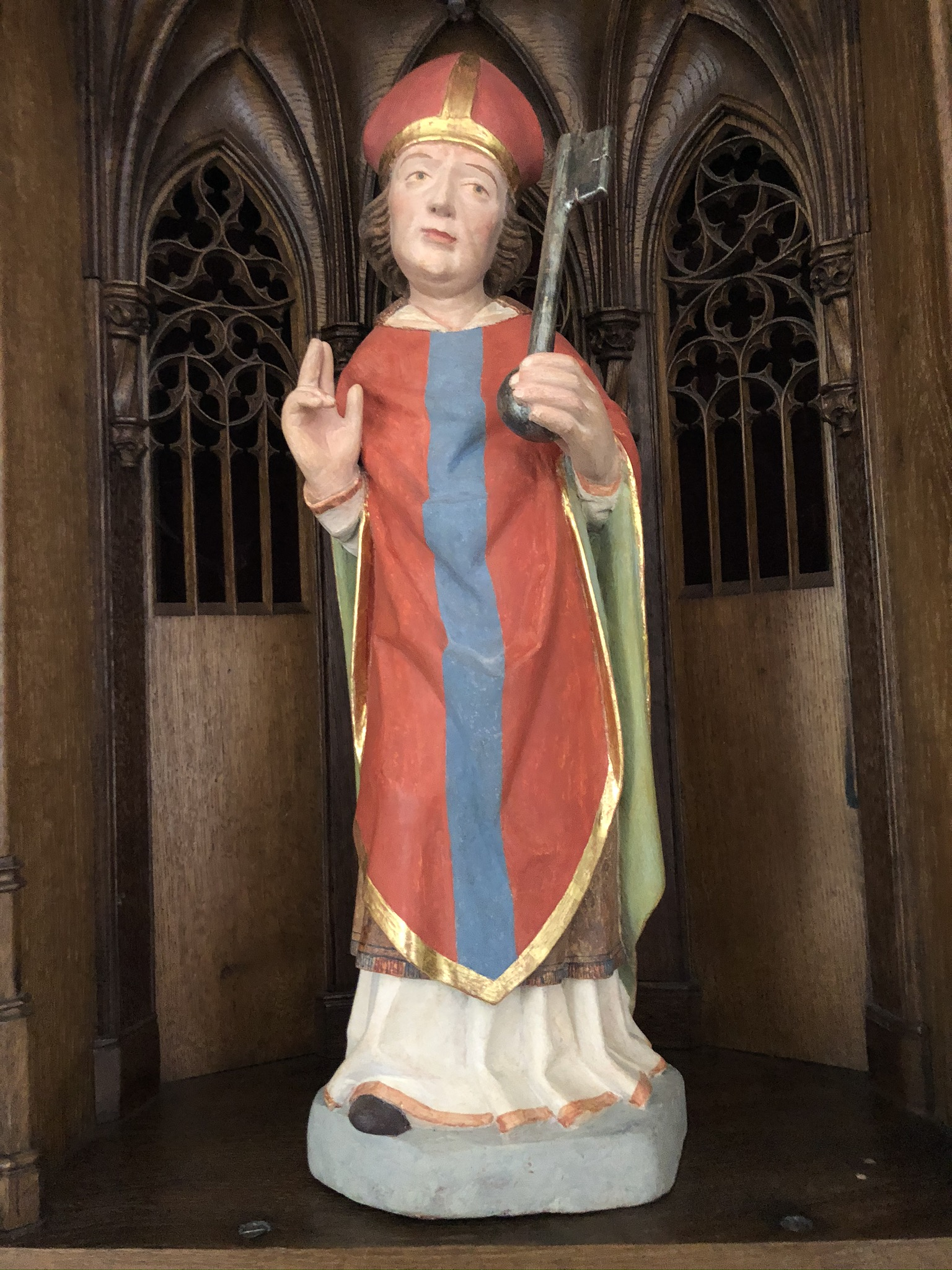
St. Servatius, 15. Jahrh.
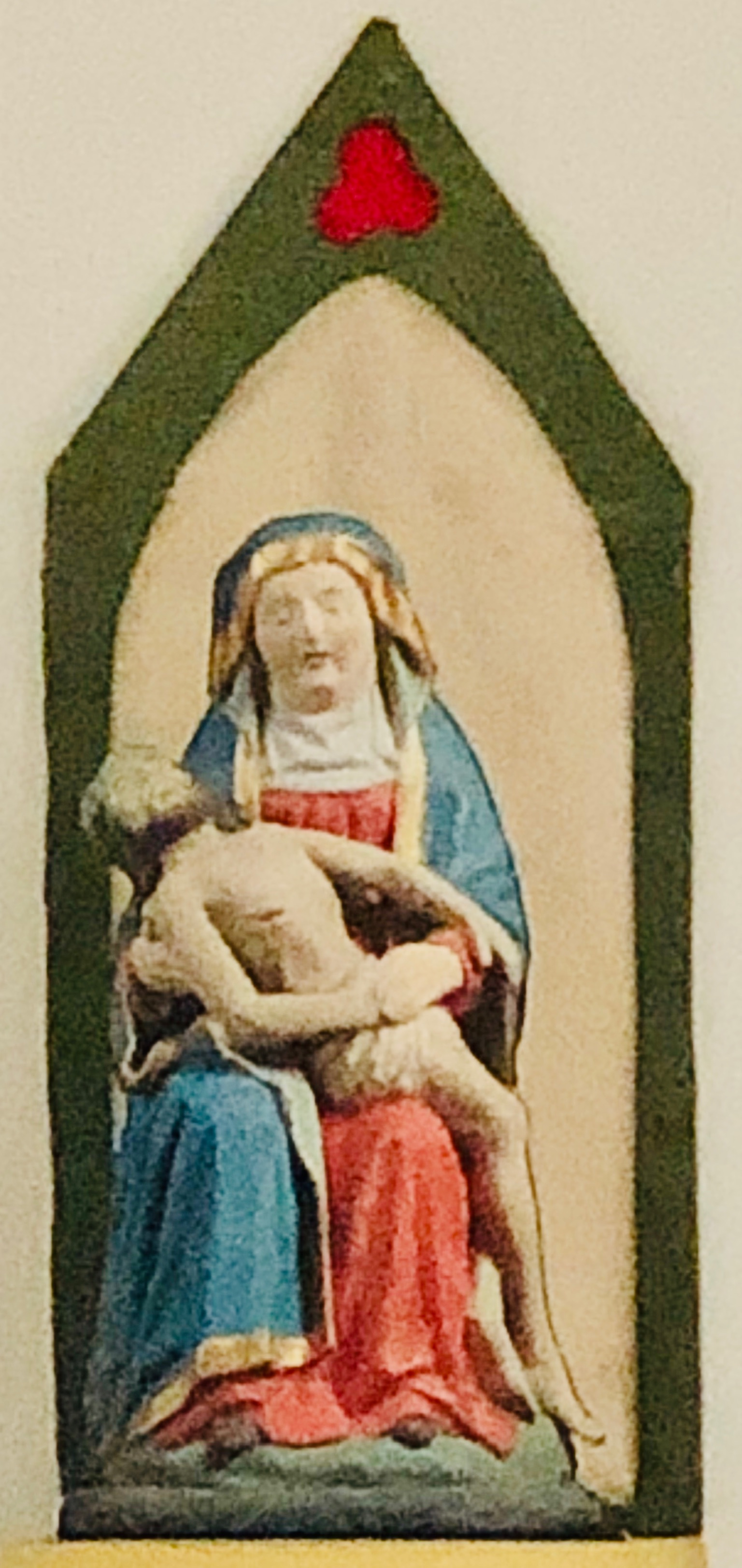
Pieta, 15. Jahrh.
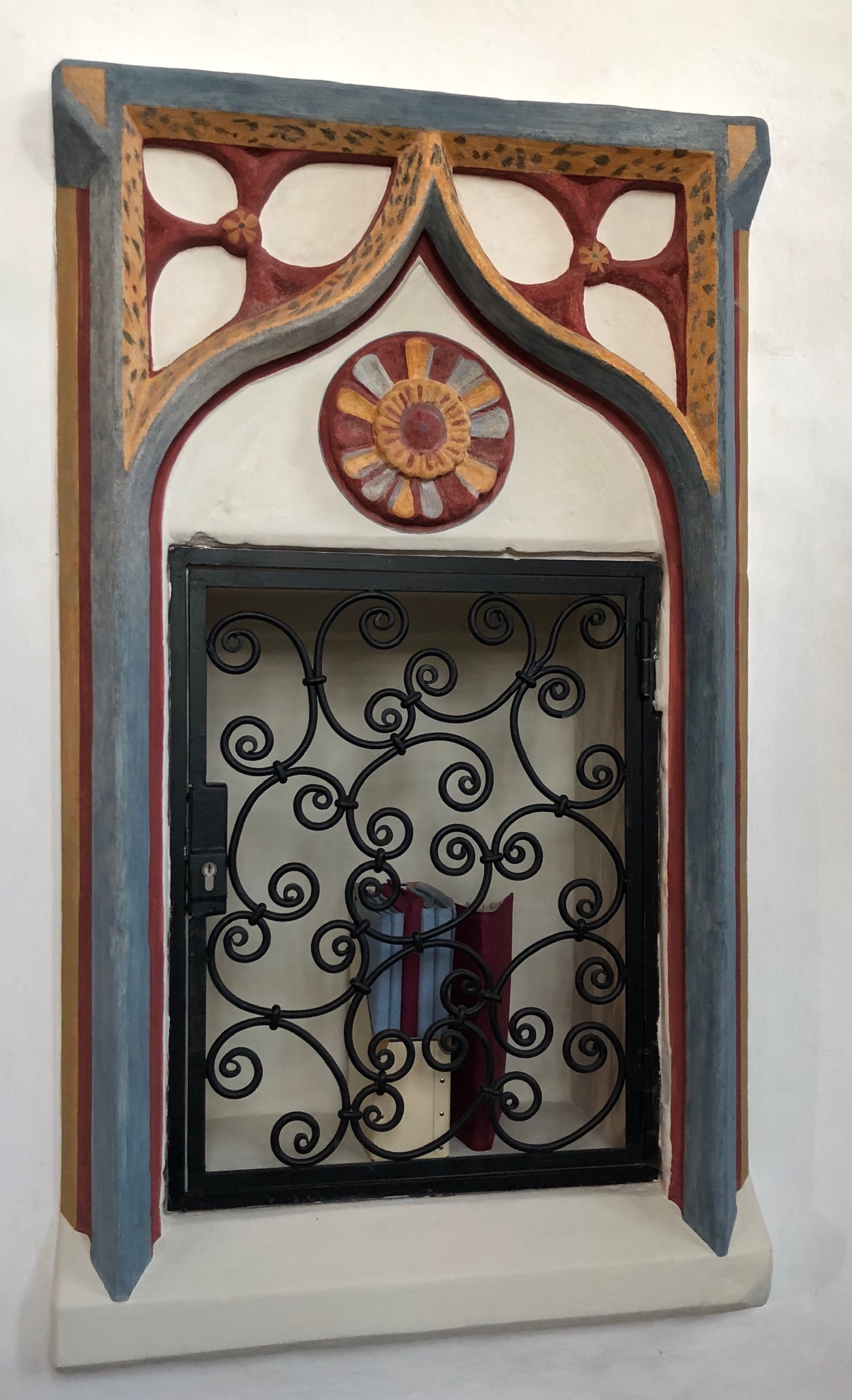
Tabernakel im Chor
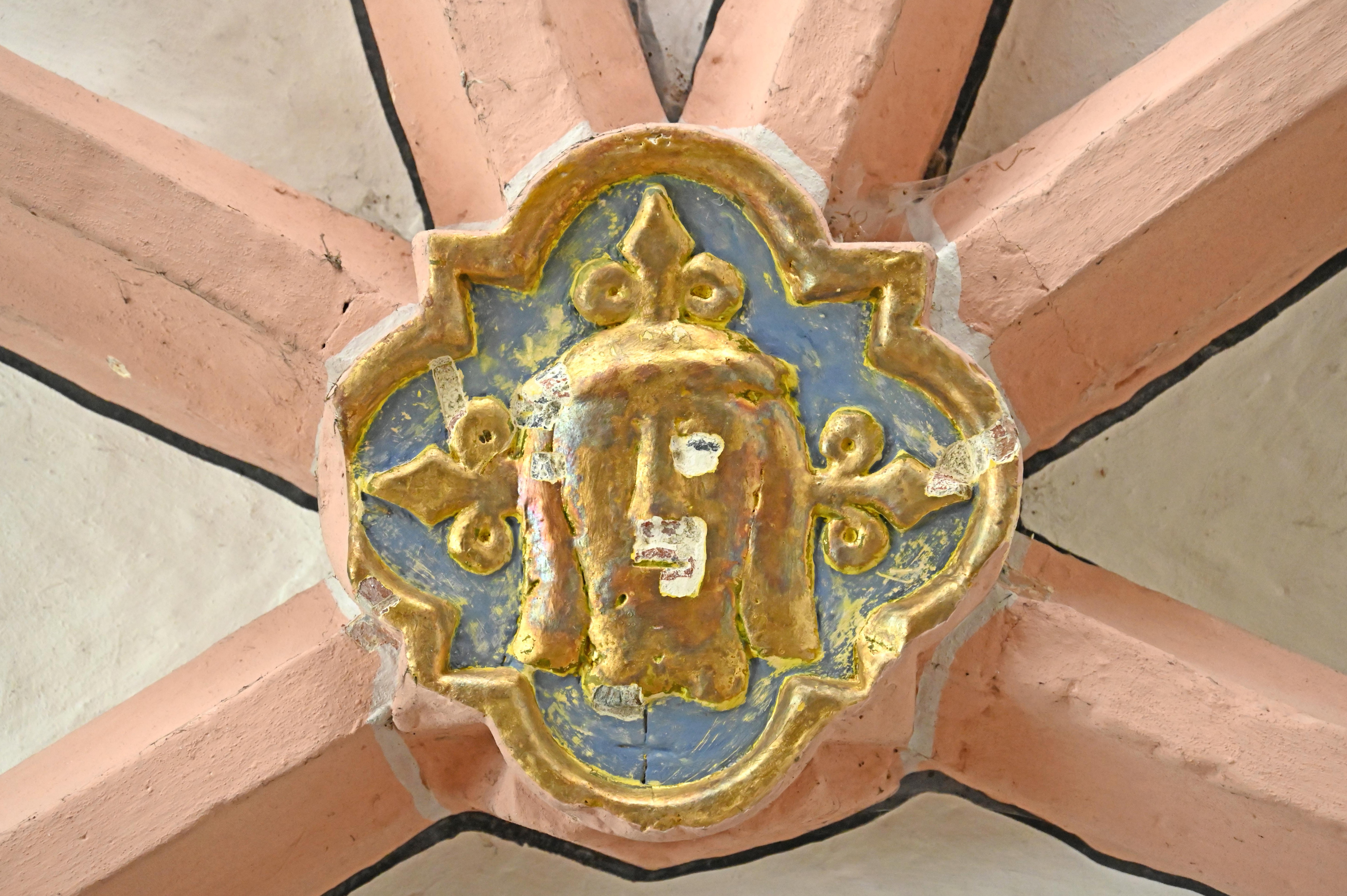
Schlussstein

## Sagen um die Ahekapelle
Regionale Sagen berichten von einem Schatz, der in den „Gemäuern“ um die Ahekapelle verborgen sein soll, von drei Juffern, von einem Geistergesang und von Tempelherren.
So sollen die Glocken der Kapelle einmal begonnen haben, selbst zu läuten, als die Juffern in deren Sichtweite kamen. Hin und wieder erklang aus der Kapelle Chorgesang, obwohl sich niemand darin befand. Bis zur Zerschlagung des Templerordens im 14. Jahrhundert soll die Kapelle eines ihrer Gotteshäuser gewesen sein.